# Krenneriet
Krenneriet is een goud-telluur-mineraal met de chemische formule (Au,Ag)Te2. De samenstelling kan variëren van AuTe2 tot (Au0.8,Ag0.2)Te2, waarbij maximaal twintig procent van het goud gesubstitueerd wordt door zilver.

## Eigenschappen
Het zilverwitte tot zwartgele krenneriet heeft een metaalglans en een groengrijze streepkleur. Het kristalstelsel is orthorombisch-piramidaal. Krenneriet heeft een brosse tot oneffen breuk en de splijting van het mineraal is perfect langs kristalvlak [001]. De gemiddelde dichtheid is in de orde van 8,6, wat zeer zwaar is, en de hardheid is 2 à 3, wat dan weer vrij zacht is.

## Naam
Krenneriet is genoemd naar de Hongaarse mineraloog József Sándor Krenner (1839-1920). Tijdens zijn beroepsactieve leven werkte Krenner als curator van de mineralogie-afdeling van de Hongaarse Academie van Wetenschappen en als lesgever aan de Technische Universiteit Boedapest. In 1888 werd Krenner lid van de Hongaarse Academie van Wetenschappen.
Het was Krenner zelf die het mineraal krenneriet ontdekte, en hij noemde het initieel “bunsenien”. Vom Rath, een andere mineraloog, hernoemde het mineraal “krenneriet”, om verwarring met het reeds bestaande bunseniet te vermijden.

## Voorkomen
Krenneriet komt voor in hydrothermale aders, naast andere telluriden. Qua aantal verschillende locaties, komt krenneriet volgens Mindat.org op relatief veel plaatsen voor in de wereld. Echter, door hun typische “geologische omgeving” is de lokale geografische verspreiding van krenneriet telkens sterk beperkt. Deze locaties worden quasi allen als mijn uitgebaat, waar krenneriet al dan niet het belangrijkste ertsmineraal voor goud is.
De typelocatie van het mineraal is de Săcărâmbmijn in het Roemeense Hunedoara.

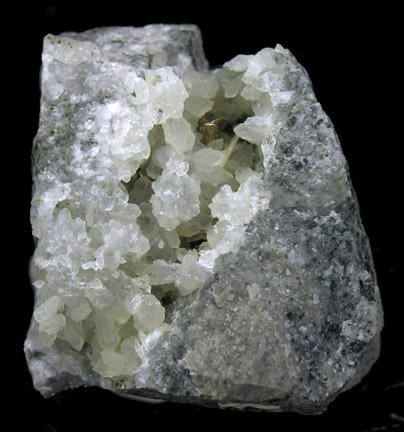
Krenneriet in een kwartsader, Cresson Mine, Cripple Creek; Colorado, VS. (3,0 x 2,7 x 2,5 cm. Detailfoto in de infobox.